# Warabimochi
Warabimochi (蕨餅 warabi-mochi) là một loại bánh kẹo của Nhật Bản (wagashi) được làm từ tinh bột từ dương xỉ (warabiko) và được phủ một lớp bột đậu nành rang (kinako). Nó khác với bánh mochi ở nguyên liệu do mochi được làm từ gạo nếp. Nó phổ biến vào những ngày mùa hè, đặc biệt là ở vùng Kinki và Okinawa, thường được bán trên các xe tải, tương tự như các xe bán kem ở các nước phương Tây.
Warabimochi là một trong những món khoái khẩu của Thiên hoàng Daigo.
Ngày nay, warabimochi thường được làm bằng tinh bột khoai tây (katakuriko) thay vì tinh bột từ dương xỉ do chi phí thấp và tính sẵn có của nó. Loại siro kuromitsu đôi khi được sốt lên trên trước khi dùng món như một chất làm ngọt bổ sung.

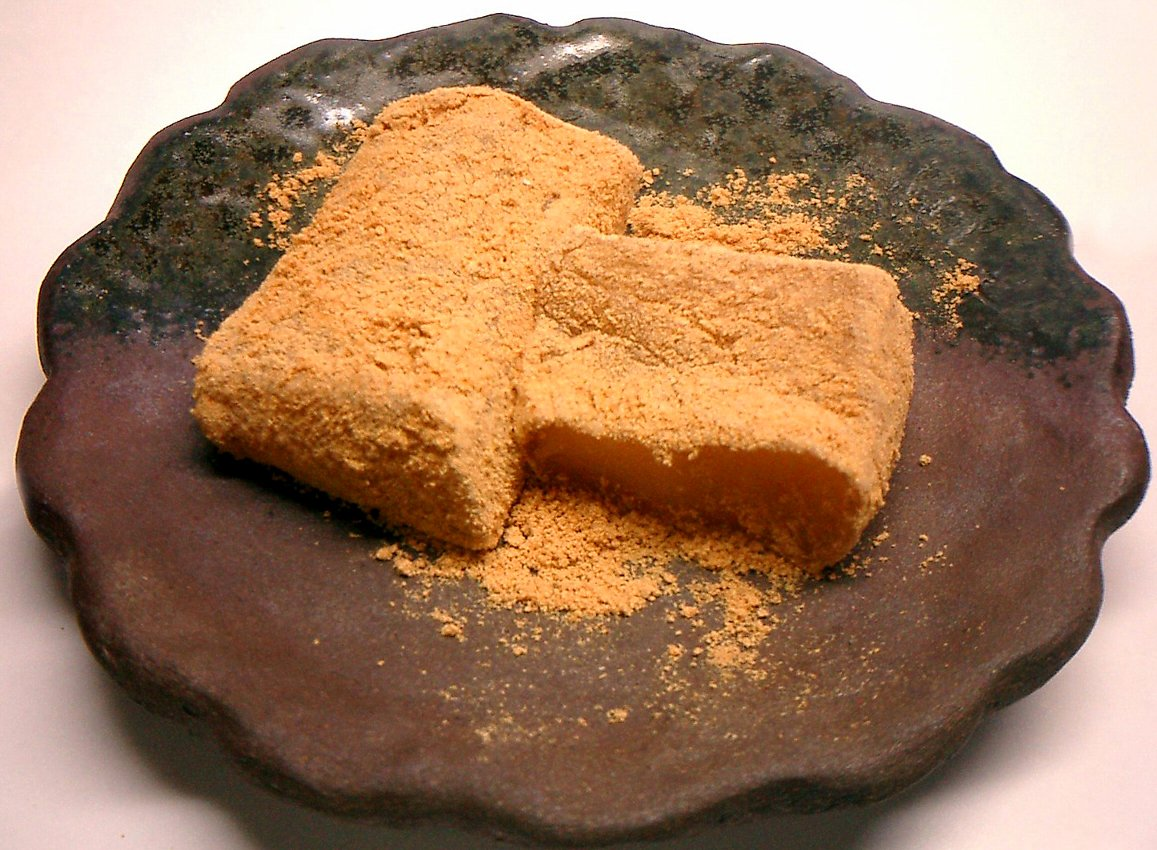
Kurumi mochi với quả óc chó
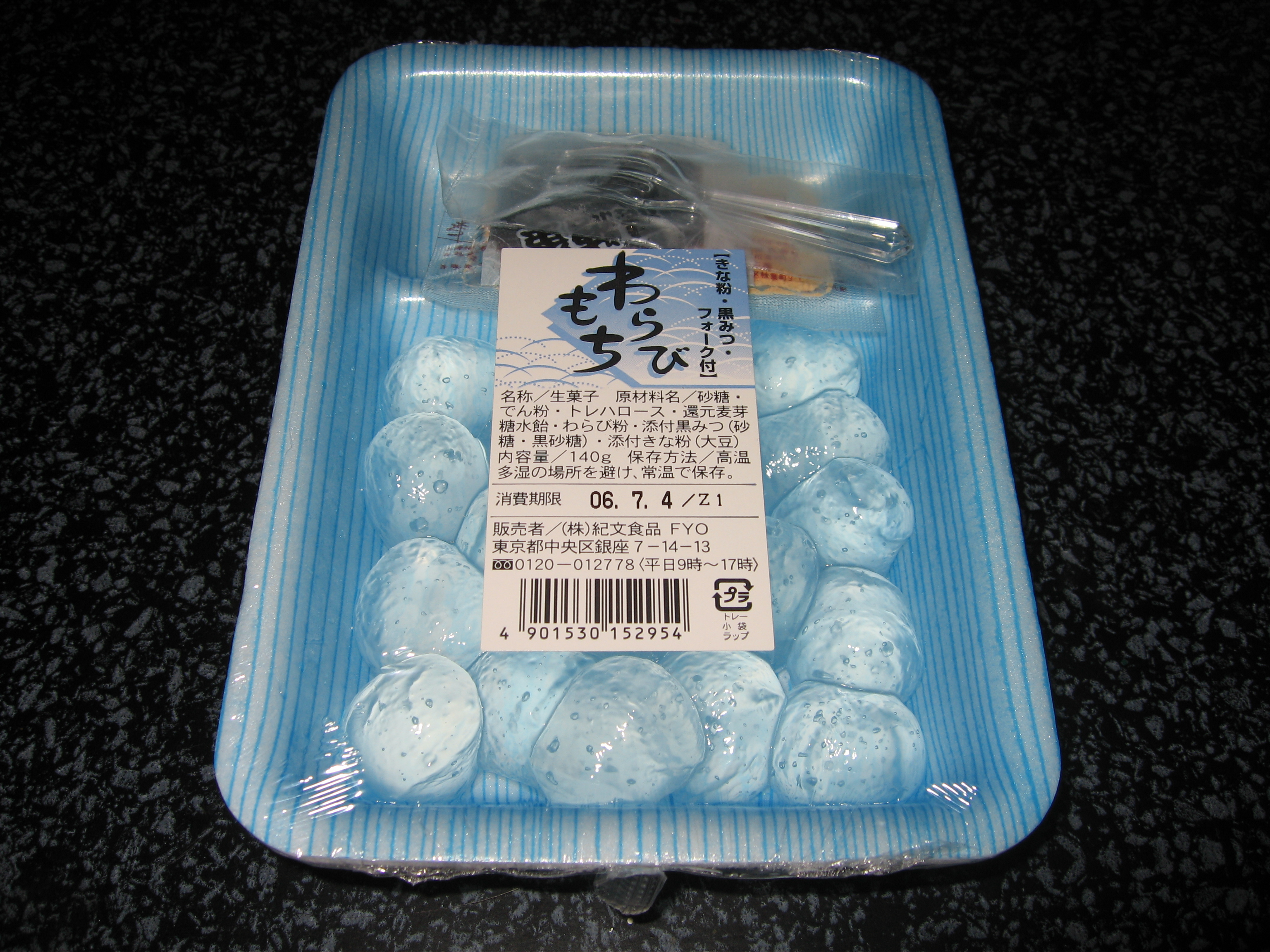
Warabimochi được bán trong siêu thị